# Гуннар Екелеф
Гуннар Екелеф (швед. Gunnar Ekelöf; 15 вересня 1907, Стокгольм — 16 березня 1968, Сігтуна) — шведський поет, есеїст, перекладач, одна з найвизначніших постатей скандинавського модернізму.

## Біографія
Народився в заможній родини, син біржового маклера. 1916 року батько помер від загального паралічу, викликаного сифілісом. 1921 року мати одружилася знову, Гуннар не прийняв вітчима та зведеного брата, глибоко засудив матір. 1921 року подорожував з матір'ю до Франції, Італії, Німеччини, згодом подовгу жив у Парижі, об'їхав Грецію, Туреччину, Туніс. Закінчивши 1926 року гімназію, навчався східних мов у Лондоні. Потім продовжив навчання, захопившись перською мовою в Упсальському університеті, але курсу не закінчив. 1928 року отримав спадщину батька і, водночас, фінансову незалежність. У Парижі увійшов до кола кубістів та сюрреалістів. На початку 1930-х заприятелював з Карін Боє. Після 1932 року втратив більшу частину спадщини. Видавав за зразком The Criterion журнал  Спектр , де друкувалися Карін Боє, Гаррі Мартінсон, Артур Лундквіст, Ейвінд Юнсон, а також переклади Екелефа з Ібн Арабі, Рембо та Десноса. У першій половині 1930-х друкувався в «лівій» пресі, яка, проте, ставилася до нього з підозрою та вважала буржуазним снобом.

## Творчість
Поетика Екелефа склалася під впливом Рембо, Еліота, Едіт Седергран. Зазнав впливу французького сюрреалізму. Серед перекладених ним авторів — Гюстав Флобер, Артюр Рембо, Марсель Пруст, Гійом Аполлінер, Андре Жід, Андре Мальро, Антуан де Сент-Екзюпері та багато інших. Чимало творів письменника опубліковано лише після його смерті, в 1991–1993 роках вийшло друком зібрання його творів у восьми томах.

## Книги
- sent på jorden/ Спізнився на землю (1932)
- Fransk surrealism/ Французький сюрреалізм (1933, переклади)
- Dedikation/ Посвята (1934)
- Hundra år modern fransk dikt/ 100 років новітньої французької поезії (1934, переклади)
- Sorgen och stjärnan/ Печаль і зірка (1936)
- Köp den blindes sång/ Купіть пісеньку сліпця (1938)
- Färjesång/ Пісня на переправі (1941)
- Promenader/ Прогулянки (1941, есе)
- Non serviam (1945)
- Utflykter/ «Подорожі» (1947, есе)
- Om hösten/ Восени (1951)
- Strountes/ Безглузді вірші (1955)
- Blandade kort/ Скинуті карти (1957, есе)
- Opus incertum (1959)
- En Mölna-elegi/ Мельнська елегія (1960, поема)
- Valfrändskaper/ Вибіркова спорідненість (1960, переклади)
- En natt i Otocac/ Ніч в Отокаку (1961)
- Diwan över Fursten av Emgión/ Диван про принца Емгіонського (1965, перша частина «Візантійської трилогії»)
- Sagan om Fatumeh/ Сага про Фатіму (1966, друга частина «Візантійської трилогії»)
- Vägvisare till underjorden/ Путівник підземним світом (1967, третя, заключна частина «Візантійської трилогії»)
- Partitur, «Score» (1969)
- Lägga patience/ Гра поодинці (1969, есе)
- En självbiografi/ Автобіографія (1971)
- En röst/ Голос (1973)

## Визнання
Вірші Екелефа перекладено багатьма мовами світу, англійською його перекдадали Вістен Г'ю Оден, Роберт Блай та ін. Екелеф мав глибокий вплив на поезію Швеції, Данії, Норвегії. Член Шведської академії (1958), почесний доктор філософії Упсальського університету (1958).
Премія Бельман (1953, 1961, 1967). Літературна премія Північної Ради (1966) та ін
1989 року створено Товариство Гуннара Екелефа, вручається поетична премія його імені.